# أنجيرك (استبهان)
أنجيرك (بالفارسية: انجیرک) هي قرية تقع في البلدة المركزية في إيران. يقدر عدد سكانها بـ 524 نسمة .